# Medinilla petelotii
Medinilla petelotii là một loài thực vật có hoa trong họ Mua. Loài này được Merr. mô tả khoa học đầu tiên năm 1926.